# Drienovo
Drienovo (hongrois : Csábrágsomos) est un village de Slovaquie situé dans la région de Banská Bystrica.

## Histoire
La première mention écrite du village date de 1256.

## Démographie

### Évolution de la population
| Année:               | 1994. | 2004.   | 2014.    | 2024.    |
| -------------------- | ----- | ------- | -------- | -------- |
| Nombre de personnes: | 127   | 128     | 111      | 97       |
| Différence:          |       | +0,78 % | -13,28 % | -12,61 % |

| Année:               | 2023. | 2024.   |
| -------------------- | ----- | ------- |
| Nombre de personnes: | 99    | 97      |
| Différence:          |       | -2,02 % |